# Брендстрём, Шарлотта
Шарлотта Брендстрём (швед. Charlotte Brändström; родилась 30 мая 1959, Париж, Франция) — шведский режиссёр. Сняла, в частности, ряд эпизодов телесериалов «Ведьмак» и «Властелин колец: Кольца власти».

## Биография
Шарлотта Брендстрём родилась в 1959 году в Париже в шведской семье. После школы она изучала антропологию, так как хотела снимать документальные фильмы. Переехав в Лос-Анджелес, Брендстрём начала снимать короткометражные фильмы, в 1982 году окончила Американский институт кино по программе режиссуры, некоторое время работала монтажёром. Первый полнометражный фильм сняла в 1989 году по собственному сценарию.
В 1995—2010 годах Брендстрём снимала французские телефильмы и сериалы, в том числе «Специальную бригаду», «Королевского судью» и «Агента Жюли», получавших награды на местных кинофестивалях. В 2010-х годах она снимала сериалы в Швеции («Валландер», «Спецназ Гётеборга») и в США («Чужестранка», «Колония»). В 2015 году Брендстрём сняла полный сезон из восьми эпизодов французского сериала Disparue, в 2018 — шведский сериал из восьми эпизодов «Заговор молчания». Она сняла ряд эпизодов «Ведьмака» для Netflix и «Властелина колец: Колец власти» для Prime Video.